# Majin Tensei
Majin Tensei (魔神転生?  "Demongudens återfödelse") är en datorspelsserie som skapades av Atlus. Det första spelet i serien, som heter just Majin Tensei, gavs ut den 28 januari 1994 till konsolen Super Famicom. Det har sedan fått fyra uppföljare, varav en utvecklades av Multimedia Intelligence Transfer till Sega Saturn och två utvecklades av Bbmf till mobiltelefoner. Serien är en del av mediafranchisen Megami Tensei.

## Spel
- Majin Tensei är det första spelet i serien. Det gavs ut den 28 januari 1994 i Japan till Super Famicom.[1]
- Majin Tensei II: Spiral Nemesis är det andra spelet i serien. Det gavs ut den 19 februari 1995 i Japan till Super Famicom.[2]
- Ronde är det tredje spelet i serien. Det utvecklades av Multimedia Intelligence Transfer,[3] och gavs ut den 30 oktober 1997 i Japan till Sega Saturn.[4]
- Majin Tensei: Blind Thinker är det fjärde spelet i serien. Det utvecklades av Bbmf, och gavs ut den 11 juli 2007 i Japan till mobiltelefoner.[5]
- Majin Tensei: Blind Thinker II är det femte spelet i serien. Det utvecklades av Bbmf, och gavs ut den 14 maj 2008 i Japan till mobiltelefoner.[6]